# ياسمين قرة
ياسمين قرة (بالسويدية: Jasmine Kara)‏ هي مغنية وكاتبة غنائية سويدية، ولدت في 23 يونيو 1988 في أوربرو في السويد.

## وصلات خارجية
- الموقع الرسمي
- ياسمين قرة على موقع IMDb (الإنجليزية)
- ياسمين قرة على موقع ميوزك برينز (الإنجليزية)
- ياسمين قرة على موقع أول ميوزيك (الإنجليزية)
- ياسمين قرة على موقع ديسكوغز (الإنجليزية)